# Je le suis

Je le suis est un film muet français réalisé par Léonce Perret et sorti en 1916.

## Fiche technique
- Réalisation : Léonce Perret
- Chef-opérateur : Georges Specht
- Société de production : Société des Établissements L. Gaumont
- Pays de production : France
- Format : Muet - Noir et blanc
- Genre : Comédie
- Année de sortie : 1916

## Distribution
- Léonce Perret : Léonce
- Fabienne Fabrèges